# مارك بوسني
المارك البوسني (البوسنية/الكرواتية/الصربية: Konvertibilna marka, البوسنية/الصربية: Конвертибилна марка; العلامة: KM; الرمز: BAM) هو العملة البوسنة والهرسك . وينقسم إلى 100 فيننغ (البوسنية/الكرواتية/الصربية: Pfenig/Fening ؛ البوسنية/الصربية: Пфениг/Фенинг ) وتختصر محليًا KM.

## التاريخ
أنشئ المارك بموجب اتفاقية دايتون لعام 1995 . وقد حلت محل دينار البوسنة والهرسك والكونا الكرواتية ودينار جمهورية صرب البوسنة وأصبحت عملة موحدة للبوسنة والهرسك في عام 1998. يشير مارك إلى المارك الألماني، وهي العملة التي ربط بها.

### علم أصل الكلمة
الاسم مأخوذ من اللغة الألمانية. اعتمدت اللغات الرسمية الثلاث للبوسنة والهرسك (البوسنية والصربية والكرواتية) الأسماء الألمانية مارك وفيننغ كلمتين مستعارتين marka وpfenig. تستخدم الجريدة الرسمية للبوسنة والهرسك ( البوسنية: Službeni glasnik BiH) والجريدة الرسمية لاتحاد البوسنة والهرسك(البوسنية: Službene novine FBiH) وغيرها من الوثائق الرسمية المعترف بها pfenig أو пфениг (اعتمادًا على النص؛ يستخدم البوسنيون والصرب كلا من اللاتينية والسيريلية، بينما تستخدم الكرواتية اللاتينية فقط)كاسم للتقسيم.

## عملات معدنية
في ديسمبر 1998، أُصدرت عملات معدنية من فئات 10 و20 و50 فيننغ. وأصدرت عملات معدنية بقيمة 1 و2 و5 مارك لاحقًا. صمم العملات المعدنية المصمم البوسني كنان زيكيتش وسُكت في دار سك العملة الملكية في لانتريسانت (ويلز، المملكة المتحدة).
| القطر | الوزن    | المعدن   | الوجه الأمامي | الوجه الخلفي                                                                     | الطراز                                   | السك                                   |           |               |
| O R | 5 فيننغ  | 18.00 مم | 2.66 g        | نيكل مطلي بالصلب                                                                 | خريطة البوسنة والهرسك، اسم الدولة، الفئة | علم البوسنة والهرسك، اسم الدولة، السنة | 2005–الآن | 5 يناير 2006  |
| O R | 10 فيننغ | 20.00 مم | 3.90 g        | فولاذ مطلي بالنحاس                                                               | خريطة البوسنة والهرسك، اسم الدولة، الفئة | علم البوسنة والهرسك، اسم الدولة، السنة | 1998–الآن | 9 ديسمبر 1998 |
| O R | 20 فيننغ | 22.00 مم | 4.50 g        | فولاذ مطلي بالنحاس                                                               | خريطة البوسنة والهرسك، اسم الدولة، الفئة | علم البوسنة والهرسك، اسم الدولة، السنة | 1998–الآن | 9 ديسمبر 1998 |
| O R | 50 فيننغ | 24.00 مم | 5.15 g        | فولاذ مطلي بالنحاس                                                               | خريطة البوسنة والهرسك، اسم الدولة، الفئة | علم البوسنة والهرسك، اسم الدولة، السنة | 1998–الآن | 9 ديسمبر 1998 |
| O R | 1 مارك   | 23.25 مم | 4.95 g        | نيكل مطلي بالصلب                                                                 | الفئة واسم الدولة ومثلثات                | شعار البوسنة والهرسك                   | 2000–الآن | 31 يوليو 2000 |
| O R | 2 مارك   | 25.75 مم | 6.90 g        | نيكل نحاسي (الحلقة الداخلية)؛ ذهب 5.5٪؛ مزيج من النيكل والنحاس (الحلقة الخارجية) | الفئة واسم الدولة ومثلثات                | حمامة السلام                           | 2000–الآن | 31 يوليو 2000 |
| O R | 5 ماركات | 30.00 مم | 10.35 g       | النيكل والنحاس (الحلقة الداخلية)؛ نيكل نحاسي (الحلقة الخارجية)                   | الفئة واسم الدولة ومثلثات                | حمامة السلام                           | 2005–الآن | 5 يناير 2006  |
| هذه الصور هي بمقياس 2.5 بكسل لكل ملم. For table standards, see the coin specification table. - المثلثات مخصصة للمكفوفين. |          |          |               |                                                                                  |                                          |                                        |           |               |

## الأوراق النقدية
في عام 1998، أُصدر أوراق نقدية من فئات 50 فيننغ و1 و5 و10 و20 و50 و 100 مارك. أُضيفت ورقة 200 مارك في عام 2002 ، بينما سحبت لاحقًا أوراق النقدية المكونة من 50 فيننغ و1 و5 مارك من التداول. جميع الأوراق الحالية صالحة في جميع أنحاء البلاد.
يصدر بنك البوسنة والهرسك المركزي الأوراق النقدية، مع تصميمات مميزة لكيانات اتحاد البوسنة والهرسك وجمهورية صرب البوسنة، باستثناء أكبر فئة (فئة 200 مارك). في أوراق جمهورية صرب البوسنة، طُبعت النقوش بالسيريلية، ثم بالحروف اللاتينية، والعكس بالعكس. تُطبع الأوراق النقدية، باستثناء ورقة 200 مارك، من قبل شركة أوبرثور الفرنسية.

### أوراق اتحاد البوسنة والهرسك
| أوراق اتحاد البوسنة والهرسك النقدية (1998–الآن) | أوراق اتحاد البوسنة والهرسك النقدية (1998–الآن) | أوراق اتحاد البوسنة والهرسك النقدية (1998–الآن) | أوراق اتحاد البوسنة والهرسك النقدية (1998–الآن) | أوراق اتحاد البوسنة والهرسك النقدية (1998–الآن) | أوراق اتحاد البوسنة والهرسك النقدية (1998–الآن)                                   | أوراق اتحاد البوسنة والهرسك النقدية (1998–الآن)                   | أوراق اتحاد البوسنة والهرسك النقدية (1998–الآن)                                          | أوراق اتحاد البوسنة والهرسك النقدية (1998–الآن) | أوراق اتحاد البوسنة والهرسك النقدية (1998–الآن) |
| الصورة O R                                      | القيمة                                          | المعايير الفنية                                 | المعايير الفنية                                 | الوصف                                           | الوصف                                                                             | تاريه                                                             | تاريه                                                                                    | تاريه                                           | تاريه                                           |
| الصورة O R                                      | القيمة                                          | الأبعاد                                         | علامة مائية                                     | الوجه الأمامي                                   | الوجه الخلفي                                                                      | الطباعة                                                           | الطراز                                                                                   | سحب                                             | lapse                                           |
| ----------------------------------------------- | ----------------------------------------------- | ----------------------------------------------- | ----------------------------------------------- | ----------------------------------------------- | --------------------------------------------------------------------------------- | ----------------------------------------------------------------- | ---------------------------------------------------------------------------------------- | ----------------------------------------------- | ----------------------------------------------- |
| O R                                             | 50 فيننغ                                        | 120 مم × 60 مم                                  | حرف البنك المركزي مكرر عموديًا                   | سكيندر كولينوفيتش                               | ستيتشاك زجوسا                                                                     | بدون تاريخ(1998)                                                  | 22 يونيو 1998                                                                            | 1 يناير 2003                                    | 1 أبريل 2018                                    |
| O R                                             | 1 مارك                                          | 120 مم × 60 مم                                  | حرف البنك المركزي مكرر عموديًا                   | إيفان فرانجو جوكيتش                             | ستيتشاك ستولاك                                                                    | بدون تاريخ(1998)                                                  | 22 يونيو 1998                                                                            | 1 يناير 2009                                    | 1 أبريل 2018                                    |
| O R                                             | 5 مارك                                          | 122 مم x 62 مم                                  | حرف البنك المركزي مكرر عموديًا                   | ميشا سليموفيتش                                  | أشجار                                                                             | بدون تاريخ(1998)                                                  | 22 يونيو 1998                                                                            | 1 يناير 2010                                    | 1 أبريل 2018                                    |
| O R                                             | 10 مارك                                         | 130 مم x 65 مم                                  | حرف البنك المركزي مكرر عموديًا                   | ماك ديزدار                                      | ستيتشاك كريتشايفنا (حتى طباعة 2017، سُمي خطأ "Stećak Radimlja"، صحح في طباعة 2019) | بدون تاريخ(1998) (2008) (2012) (2017) (2019)                      | 22 يونيو 19984 نوفمبر 20081 يونيو 2012 14 أبريل2017                                      | حالي                                            | حالي                                            |
| O R                                             | 20 مارك                                         | 138 مم x 68 مم                                  | حرف البنك المركزي مكرر عموديًا                   | أنطون برانكو سيميتش                             | ستيتشاك راديمليا                                                                  | بدون تاريخ(1998) (2008) (2012) (2019)                             | 22 يونيو 19984 نوفمبر 20081 يونيو 2012 14 أبريل2017                                      | حالي                                            | حالي                                            |
| O R                                             | 50 مارك                                         | 146 مم x 71 مم                                  | حرف البنك المركزي مكرر عموديًا                   | موسى تشازم تشاتيتش                              | نقش حجري                                                                          | بدون تاريخ(1998) (2002) (2007) (2008) (2009) (2012) (2017) (2019) | 22 يونيو 1998بدون تاريخ (2002) 1 مارس 2007 بدون تاريخ (2008) 14 ديسمبر 2009 1 يونيو 2012 | حالي                                            | حالي                                            |
| O R                                             | 100 مارك                                        | 154 مم x 74 مم                                  | حرف البنك المركزي مكرر عموديًا                   | نيكولا توب                                      | ستيتشاك زجوسا                                                                     | بدون تاريخ(1998) (2002) (2007) (2008) (2012) (2017) (2019)        | 27 يوليو 1998بدون تاريخ (2002) 1 مارس 2007 بدون تاريخ (2008) 1 يونيو 2012                | حالي                                            | حالي                                            |
| هذه الصور بمقياس 0.7 بيكسل كل ميليمتر.          |                                                 |                                                 |                                                 |                                                 |                                                                                   |                                                                   |                                                                                          |                                                 |                                                 |

### أوراق جمهورية صرب البوسنة
| أوراق جمهورية صرب البوسنة النقدية (1998–الآن) | أوراق جمهورية صرب البوسنة النقدية (1998–الآن) | أوراق جمهورية صرب البوسنة النقدية (1998–الآن) | أوراق جمهورية صرب البوسنة النقدية (1998–الآن) | أوراق جمهورية صرب البوسنة النقدية (1998–الآن) | أوراق جمهورية صرب البوسنة النقدية (1998–الآن) | أوراق جمهورية صرب البوسنة النقدية (1998–الآن)                     | أوراق جمهورية صرب البوسنة النقدية (1998–الآن)                                            | أوراق جمهورية صرب البوسنة النقدية (1998–الآن) | أوراق جمهورية صرب البوسنة النقدية (1998–الآن) |
| الصورة O R                                    | القيمة                                        | المعايير الفنية                               | المعايير الفنية                               | الوصف                                         | الوصف                                         | تاريخ                                                             | تاريخ                                                                                    | تاريخ                                         | تاريخ                                         |
| الصورة O R                                    | القيمة                                        | الأبعاد                                       | عامة مائية                                    | الوجه الأمامي                                 | الوجه الخلفي                                  | الطباعة                                                           | الطراز                                                                                   | سحب                                           | lapse                                         |
| --------------------------------------------- | --------------------------------------------- | --------------------------------------------- | --------------------------------------------- | --------------------------------------------- | --------------------------------------------- | ----------------------------------------------------------------- | ---------------------------------------------------------------------------------------- | --------------------------------------------- | --------------------------------------------- |
| O R                                           | 50 فيننغ                                      | 120 مم × 60 مم                                | حرف البنك المركزي مكرر عموديًا                 | برانكو تشوبيتش                                | بيت وكتب                                      | بدون تاريخ(1998)                                                  | 22 يونيو 1998                                                                            | 1 يناير 2003                                  | 1 أبريل 2018                                  |
| O R                                           | 1 مارك                                        | 120 مم × 60 مم                                | حرف البنك المركزي مكرر عموديًا                 | إيفو أندريتش                                  | جسر على نهر درينا                             | بدون تاريخ(1998)                                                  | 22 يونيو 1998                                                                            | 15 يوليو 1998[a]                              | 1 أبريل 2018                                  |
| O R                                           | 5 مارك[b]                                     | 122 مم x 62 مم                                | حرف البنك المركزي مكرر عموديًا                 | ميشا سليموفيتش                                | أشجار                                         | بدون تاريخ(1998)                                                  | 22 يونيو 1998                                                                            | 1 يناير 2010                                  | 1 أبريل 2018                                  |
| O R                                           | 10 مارك                                       | 130 مم x 65 مم                                | حرف البنك المركزي مكرر عموديًا                 | أليكسا شانتيتش                                | رغيف خبر                                      | بدون تاريخ(1998) (2008) (2012) (2017) (2019)                      | 22 يونيو 19984 نوفمبر 20081 يونيو 2012                                                   | حالي                                          | حالي                                          |
| O R                                           | 20 مارك                                       | 138 مم x 68 مم                                | حرف البنك المركزي مكرر عموديًا                 | فيليب فيزنجيش                                 | جوسل (آلة موسيقية)                            | بدون تاريخ(1998) (2008) (2012) (2019)                             | 22 يونيو 19984 نوفمبر 20081 يونيو 2012                                                   | حالي                                          | حالي                                          |
| O R                                           | 50 مارك                                       | 146 مم x 71 مم                                | حرف البنك المركزي مكرر عموديًا                 | جوفان دوتشيتش                                 | قلم ونظارة وكتاب                              | بدون تاريخ(1998) (2002) (2007) (2008) (2009) (2012) (2017) (2019) | 22 يونيو 1998بدون تاريخ (2002) 1 مارس 2007 بدون تاريخ (2008) 14 ديسمبر 2009 1 يونيو 2012 | حالي                                          | حالي                                          |
| O R                                           | 100 مارك                                      | 154 مم x 74 مم                                | حرف البنك المركزي مكرر عموديًا                 | بيتار كوتشيتش                                 | قلم ونظارة وكتاب                              | بدون تاريخ(1998) (2002) (2007) (2008) (2012) (2017) (2019)        | 27 يوليو 1998بدون تاريخ (2002) 1 مارس 2007 بدون تاريخ (2008) 1 يونيو 2012                | حالي                                          | حالي                                          |
| هذه الصور بمقياس 0.7 بيكسل كل ميليمتر.        |                                               |                                               |                                               |                                               |                                               |                                                                   |                                                                                          |                                               |                                               |

### أوراق على الصعيد الوطني
ظهرت صور إيفان فرانجو جوكيتش وميشا سليموفيتش، وكلاهما كتّاب، على جميع نسخ 1 و5 مارك المستخدمة بين عامي 1998 و 2010.
في 15 مايو 2002، أُصدرت ورقة 200 مارك، صممها روبرت كالينا، خلال عرض ترويجي أقيم في البنك المركزي في البوسنة والهرسك. بعد مناقصة دولية، أختيرت الشركة النمساوية Oesterreichische Banknoten und Sicherheitsdruck GmbH (OeBS) في فيينا لطباعة الورقة. في البداية، طلب ستة ملايين.
| الأوراق النقدية لكلا الكيانين (2002 إلى الوقت الحاضر) | الأوراق النقدية لكلا الكيانين (2002 إلى الوقت الحاضر) | الأوراق النقدية لكلا الكيانين (2002 إلى الوقت الحاضر) | الأوراق النقدية لكلا الكيانين (2002 إلى الوقت الحاضر) | الأوراق النقدية لكلا الكيانين (2002 إلى الوقت الحاضر) | الأوراق النقدية لكلا الكيانين (2002 إلى الوقت الحاضر) | الأوراق النقدية لكلا الكيانين (2002 إلى الوقت الحاضر) | الأوراق النقدية لكلا الكيانين (2002 إلى الوقت الحاضر) | الأوراق النقدية لكلا الكيانين (2002 إلى الوقت الحاضر) |
| الصورة O R                                            | القيمة                                                | معايير فنية                                           | معايير فنية                                           | الوصف                                                 | الوصف                                                 | تاريخ                                                 | تاريخ                                                 |                                                       |
| الصورة O R                                            | القيمة                                                | الأبعاد                                               | علامة مائية                                           | الوجه الأمامي                                         | الوجه الخلفي                                          | الطباعة                                               | الطراز                                                |                                                       |
| ----------------------------------------------------- | ----------------------------------------------------- | ----------------------------------------------------- | ----------------------------------------------------- | ----------------------------------------------------- | ----------------------------------------------------- | ----------------------------------------------------- | ----------------------------------------------------- | ----------------------------------------------------- |
| O R                                                   | 200 مارك                                              | 156 مم x 76 مم                                        | صورة جسر على نهر درينا                                | إيفو أندريتش                                          | جسر على نهر درينا                                     | بدون تاريخ(2002)                                      | 15 مايو 2002                                          |                                                       |
| هذه الصور بمقياس 0.7 بيكسل كل ميليمتر.                |                                                       |                                                       |                                                       |                                                       |                                                       |                                                       |                                                       |                                                       |

## سعر الصرف
في البداية ربطة المارك البوسنيي بالمارك الألماني. وبعد استبدال المارك الألماني باليورو في عام 2002، ربط المارك البوسني بنفس سعر الصرف الثابت لليورو الذي كان للمارك الألماني (أي 1 يورو = 1.95583 مارك بوسني).

## اقرأ أيضا
- الوضع الدولي لليورو واستخدامه
- اقتصاد البوسنة والهرسك

## وصلات خارجية
- Historical and current banknotes of Bosnia and Herzegovina